# Varaždins järnvägsstation
Varaždins järnvägsstation (kroatiska: Željeznički kolodvor Varaždin) är en järnvägsstation i Varaždin i Kroatien. Stationsbyggnaden uppfördes 1886 och ligger öster om stadens historiska stadskärna. Den ligger vid järnvägslinjen Zaprešić-Varaždin-Čakovec som via Varaždin och Čakovec förbinder huvudstaden Zagreb med den ungerska gränsen vid Kotoriba. Från stationen utgår även två linjer mot Golubovec och Koprivnica. Liksom övriga stationer i Kroatien sköts den av en tågklarerare. 

## Trafik
Stationen trafikeras främst av HŽ:s tåg men även det slovenska järnvägsbolaget Slovenske železnice kör tåg till och från Maribor. Från stationen avgår tåg till Zagrebs centralstation, Maribor, Golubovec, Koprivnica, Čakovec, Budapest och Ormož. Eftersom järnvägen vid stationen ej är elektrifierad passerar endast dieseltåg stationen. Godstrafiken är även den relativt omfattande och flera godskunder, bland andra österrikiska ÖBB, transporterar bland annat vin och olja från Kroatien till Österrike.